# Popgrigorovo
Popgrigorovo (Bulgaars: Попгригорово) is een dorp in de Bulgaarse gemeente Dobritsjka, oblast Dobritsj. Het dorp ligt 32 km ten zuidoosten van de regionale hoofdstad Dobritsj en 361 km ten noordoosten van Sofia. De dichtstbijzijnde dorpen zijn (met de klok mee): Platsji Dol, Primortsi, Polkovnik Svesjtarovo, Bezvoditsa en Ptsjelino.

## Bevolking
In de eerste volkstelling van 1934 registreerde het dorp 471 inwoners. Sindsdien neemt het inwonersaantal in een drastische tempo af. Op 31 december 2019 telde het dorp 77 inwoners.
Alle 91 inwoners reageerden op de optionele volkstelling van 2011 en identificeerden zichzelf als etnische Bulgaren (100%).
Van de 91 inwoners in februari 2011 werden geteld, waren er 2 jonger dan 15 jaar oud (2%), gevolgd door 26 personen tussen de 15-64 jaar oud (29%) en 63 personen van 65 jaar of ouder (69%).